# WON Best Box Office Draw
El Wrestling Observer Newsletter (WON) Best Box Office Draw es un premio entregado por la revista de lucha libre profesional Wrestling Observer Newsletter reconociendo al luchador que más dinero ha hecho ganar a una promoción de lucha libre profesional o artes marciales mixtas. 

## Historia
El premio fue incorporado en 1997 y otorgado a Hollywood Hogan, miembro de la extinta World Championship Wrestling (WCW). Posteriormente, entre 1998 y 2000, el premio fue para luchadores de la World Wrestling Federation (WWF), recibiéndolo Steve Austin en dos ocasiones y The Rock en una. En 2001, el premio fue otorgado por primera vez a un luchador de artes marciales mixtas, siendo PRIDE Fighting Championships la empresa galardonada en los tres años siguientes, con Kazushi Sakuraba y Bob Sapp como los ganadores.
Kenta Kobashi en 2004 fue el ganador, siendo de paso el primer premio otorgado a una empresa de Japón (Pro Wrestling Noah). En 2005, Kobashi volvió a ser el ganador, mientras que un año después, Místico le otorgó el primer premio al Consejo Mundial de Lucha Libre (CMLL), siendo de paso la primera vez que una empresa mexicana obtiene el galardón. Sin embargo, en 2007 el premio regresó a manos de una empresa estadounidense, cuando John Cena salió elegido ganador, representando a la World Wrestling Entertainment (WWE).
En 2008, la Ultimate Fighting Championship (UFC) fue premiada por primera vez, gracias al éxito comercial de Brock Lesnar. A este premio le siguió el de 2009 y 2010, entregados también a Lesnar. En 2011 y 2012, a pesar de sus pocas participaciones en la WWE, el premio le fue entregado a The Rock dos veces consecutivas.
En los años posteriores, debido a su mayor popularidad, la UFC consigue el premio a través de George St-Pierre, Ronda Rousey y Conor McGregor.
En 2019, Chris Jericho es galardonado ya que como Campeón de All Elite Wrestling ayudó a conseguir mayor interés del público en la reciente compañía. En 2020, Conor McGregor gana nuevamente el galardón.
Desde 2021 el premio se separa en dos categorías: una para lucha libre y otra para artes marciales mixtas. Este fue el año en que CM Punk hizo su regreso al ring, llamando con esto la atención de la fanaticada, mientras que Conor McGregor repitió para UFC. En 2022 Roman Reigns fue el más taquillero de la lucha libre e Israel Adesanya en las MMA.

## Ganadores

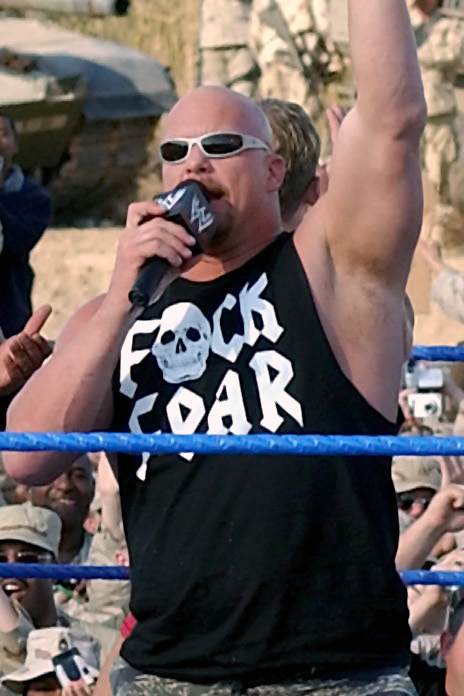
"Stone Cold" Steve Austin, ganador en 1998 y 1999.

| Año  | Ganador            | Promoción perteneciente                 |
| ---- | ------------------ | --------------------------------------- |
| 1997 | Hollywood Hogan    | World Championship Wrestling (WCW)      |
| 1998 | Steve Austin       | World Wrestling Federation (WWF)        |
| 1999 | Steve Austin (2)   | World Wrestling Federation (WWF)        |
| 2000 | The Rock           | World Wrestling Federation (WWF)        |
| 2001 | Kazushi Sakuraba   | PRIDE Fighting Championships (PRIDE FC) |
| 2002 | Bob Sapp           | PRIDE Fighting Championships (PRIDE FC) |
| 2003 | Bob Sapp (2)       | PRIDE Fighting Championships (PRIDE FC) |
| 2004 | Kenta Kobashi      | Pro Wrestling Noah (NOAH)               |
| 2005 | Kenta Kobashi (2)  | Pro Wrestling Noah (NOAH)               |
| 2006 | Místico            | Consejo Mundial de Lucha Libre (CMLL)   |
| 2007 | John Cena          | World Wrestling Entertainment (WWE)     |
| 2008 | Brock Lesnar       | Ultimate Fighting Championship (UFC)    |
| 2009 | Brock Lesnar (2)   | Ultimate Fighting Championship (UFC)    |
| 2010 | Brock Lesnar (3)   | Ultimate Fighting Championship (UFC)    |
| 2011 | The Rock (2)       | World Wrestling Entertainment (WWE)     |
| 2012 | The Rock (3)       | World Wrestling Entertainment (WWE)     |
| 2013 | Georges St-Pierre  | Ultimate Fighting Championship (UFC)    |
| 2014 | Ronda Rousey       | Ultimate Fighting Championship (UFC)    |
| 2015 | Ronda Rousey (2)   | Ultimate Fighting Championship (UFC)    |
| 2016 | Conor McGregor     | Ultimate Fighting Championship (UFC)    |
| 2017 | Conor McGregor (2) | Ultimate Fighting Championship (UFC)    |
| 2018 | Conor McGregor (3) | Ultimate Fighting Championship (UFC)    |
| 2019 | Chris Jericho      | All Elite Wrestling (AEW)               |
| 2020 | Conor McGregor (4) | Ultimate Fighting Championship (UFC)    |
| 2021 | CM Punk            | All Elite Wrestling (AEW)               |

### N° de premios por promoción
| N.º | Promoción                                              | Años                                                             |
| --- | ------------------------------------------------------ | ---------------------------------------------------------------- |
| 10  | Ultimate Fighting Championship (UFC)                   | 2008, 2009, 2010, 2013, 2014, 2015, 2016, 2017, 2018, 2020, 2021 |
| 7   | World Wrestling Federation / Entertainment (WWF / WWE) | 1998, 1999, 2000, 2007, 2011, 2012, 2022                         |
| 3   | PRIDE Fighting Championships (PRIDE FC)                | 2001, 2002, 2003                                                 |
| 2   | Pro Wrestling Noah (NOAH)                              | 2004, 2005                                                       |
| 2   | All Elite Wrestling (AEW)                              | 2019, 2021                                                       |
| 1   | Consejo Mundial de Lucha Libre (CMLL)                  | 2006                                                             |
| 1   | World Championship Wrestling (WCW)                     | 1997                                                             |